# Histioea peruviana
Histioea peruviana là một loài bướm đêm thuộc phân họ Arctiinae, họ Erebidae.